# Panderia pilosa
Panderia pilosa är en amarantväxtart som beskrevs av Fisch. och Carl Anton von Meyer. Panderia pilosa ingår i släktet Panderia och familjen amarantväxter. Inga underarter finns listade i Catalogue of Life.